# Silversulfid

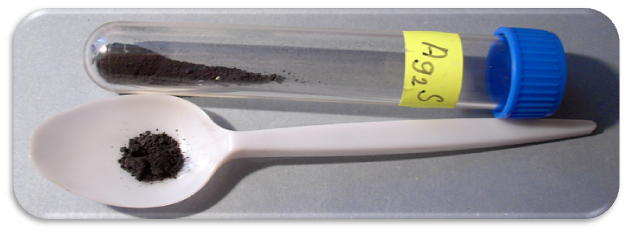
Silversulfid

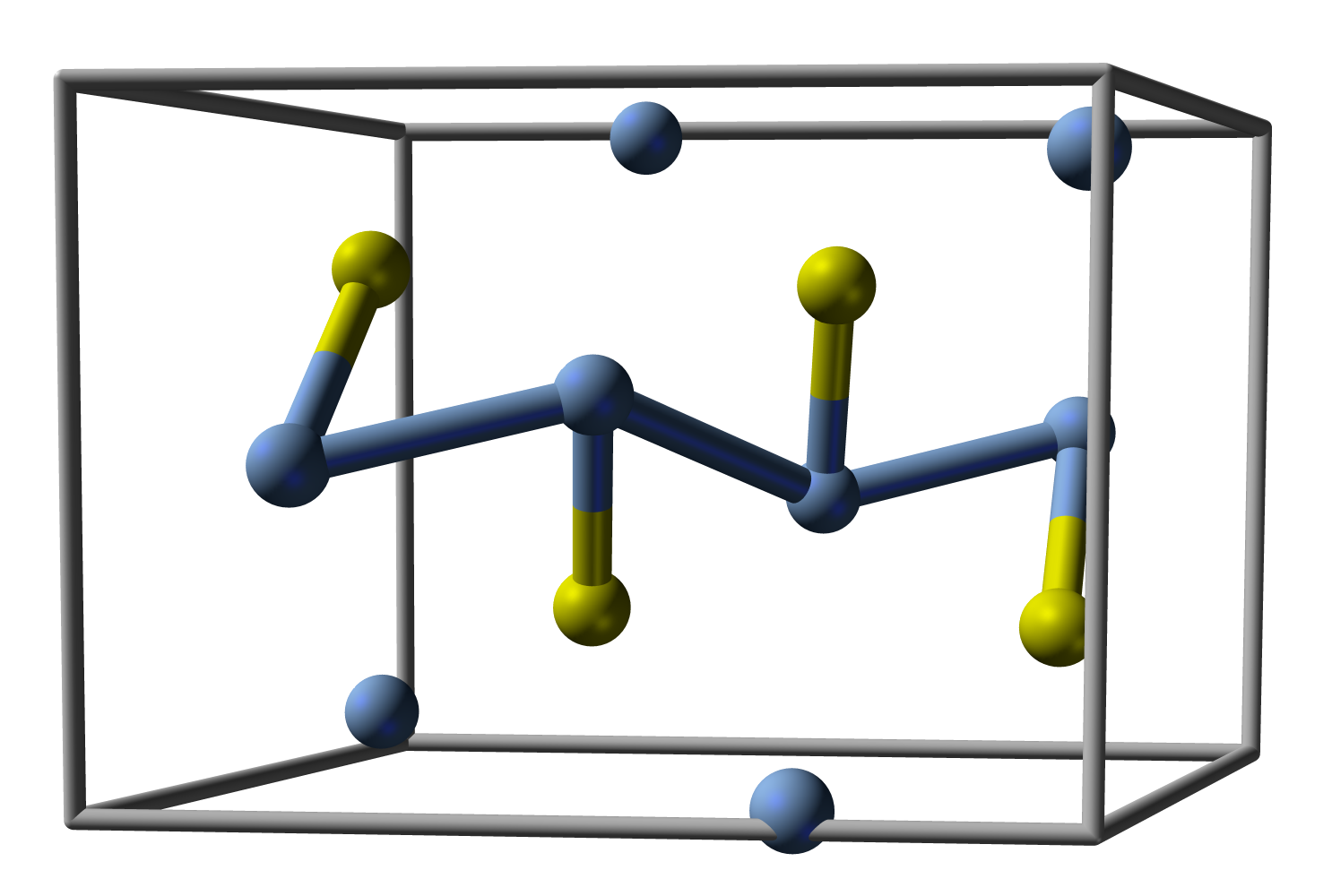
illustration av en enhetscell av silversulfid

Silversulfid är en kemisk förening av grundämnerna silver och svavel. Silversulfid har den kemiska formeln Ag2S.
Silversulfid och vatten bildas då rent silver reagerar med syre och svavelväte(H2S). Svavelväte finns ofta i luften i små mängder.
I naturen förekommer silversulfid som akantit som är en stabil mineral när temperaturen ligger under 179°C. Akantit har ett monoklint kristallsystem. Argentit är en annan variant av silversulfid, en högtemperaturform med ett kubiskt kristallsystem. När en kemisk förening kan bilda olika sorters kristallstrukturer kallas det polymorfi. Argentit och akantit är därmed polymorfer av silversulfid.
Silversulfid bildas ofta på silverbestick och andra silverföremål.